# Paul Renner
Paul Friedrich August Renner (Wernigerode, 1878. augusztus 9. – Hödingen, 1956. április 25.) német betűtervező. 1927-ben ő tervezte a Futura betűtípust, amely a 20. század egyik legsikeresebb és legtöbbet használt betűkészlete lett. 
Gimnáziumi tanulmányai alatt szigorú protestáns neveltetésben részesült. Neveltetésének hála németes hozzáállása volt a hatalomhoz, kötelességhez és felelősséghez. Nem szerette az absztrakt művészetet és a modern kultúra sok fajtáját, mint a jazzt, a mozit és táncot. Ugyanakkor csodálta a modernizmus funkcionalista törekvését, emiatt Rennert a 19. századi tradíció és a 20. századi modernizmus közti hídnak tekinthetjük. Megkísérelte egyesíteni a gótikus és a román betűtípusokat.  
Renner a Deutscher Werkbund kiemelkedő tagja volt. Két fő szövege a Typografie als Kunst és a Die Kunst der Typografie. Új irányelveket alkotott a könyvtervezők számára, és létrehozta a népszerű, geometrikus sans-serif betűtípust, a Futurát, amelyet a tipográfusok a mai napig széles körben használnak. Az Architype Renner betűkészlet Renner korai, geometrikus betűformákkal végzett kísérletein alapul, melyeket a Futura számára készített, de később elvetette őket a karakterkészletből. Az 1994-ben létrehozott Tasse betűtípus Renner 1953-as Steile Futurájának újjáélesztése.  
Renner barátja volt a szintén neves német tipográfus, Jan Tschichold, aki a kor heves ideológiai és művészeti vitáinak fontos résztvevője volt.

## Politikai nézetei
Renner már 1932 előtt tisztán kifejezte ellenérzését a nácikkal szemben, például Kulturbolschewismus? című könyvében. Mivel nem talált német kiadót, így a könyvet végül svájci barátja, Eugen Rentsch által jelentette meg. 
A nácik 1933. márciusi hatalomra kerülése után Rennert Münchenben letartóztatták, megfosztották pozíciójától, majd később Svájcba emigrált. Könyvét megjelenése után nem sokkal betiltották Németországban, újrakiadásáról a Stroemfeld Verlag gondoskodott (2003, Frankfurt am Main/Basel). Az új kiadvány kommentárokat tartalmaz Roland Reusstól, valamint Peter Staenglétől.

## Betűtípusok
| - Architype Renner (1927) | - Futura (1927) - Plak (1928) | - Futura Black (1929) - Futura light (1932) | - Ballade (1938) - Renner Antiqua (1939) |

## Könyvei
Minden könyv német kiadás. 
- Typographie als Kunst, München, 1922
- Mechanisierte Grafik. Schrift, Typo, Foto, Film, Farbe, Berlin, 1930
- Kulturbolschewismus?, Zürich, 1932
- Die Kunst der Typographie, Berlin, 1939, új nyomtatás Augsburg 2003; ISBN 3-87512-414-6
- Das moderne Buch, Lindau, 1946
- Ordnung und Harmonie der Farben. Eine Farbenlehre für Künstler und Handwerker, Ravensburg, 1947
- Vom Geheimnis der Darstellung, Frankfurt, 1955

## Fordítás
Ez a szócikk részben vagy egészben  a   Paul Renner című angol Wikipédia-szócikk ezen változatának fordításán alapul.  Az eredeti cikk szerkesztőit annak laptörténete sorolja fel. Ez a jelzés csupán a megfogalmazás eredetét és a szerzői jogokat jelzi, nem szolgál a cikkben szereplő információk forrásmegjelöléseként.